# Orgonista Olga
Orgonista Olga (Budapest, 1901. február 22. – Budapest, 1978. november 20.) Európa-bajnok műkorcsolyázó.
A BKE (Budapesti Korcsolyázó Egylet) műkorcsolyázója volt. 1926 és 1932 között Szalay Sándorral, páros műkorcsolyázásban versenyzett. 1928-ban ők lettek a szakágban első ízben kiírt magyar bajnokság győztese, majd 1930-ban a bécsi Európa-bajnokságon a páros műkorcsolyázás első Európa-bajnoka. Európa-bajnoki címüket 1931-ben St. Moritzban is meg tudták védeni. Az 1929. évi budapesti világbajnokságon ők nyerték a magyar páros műkorcsolyázás első világbajnoki érmét. Az 1931. évi berlini világbajnokságon a Rotter Emília–Szollás László páros mögött a második helyen végeztek. Az 1932. évi Lake Placid-i téli olimpián ismét a Rotter–Szollás páros mögött szorultak a negyedik helyre. Az aktív sportolást az 1932. évi olimpia után fejezték be.

## Sporteredményei
- olimpiai 4. helyezett (1932)
- világbajnoki 2. helyezett (1931)
- világbajnoki 3. helyezett (1929)
- világbajnoki 4. helyezett (1932)
- Európa-bajnok (1930, 1931)
- magyar bajnok (1928, 1929, 1930)[4]

## Elismerései, díjai
- Signum Laudis (polgári) 1930